# Дондыкарское городище
Дондыка́рское городи́ще (Дондыка́р) (удм. «городище [богатыря] Донды́») — археологический памятник федерального значения, городище Чепецкой археологической культуры. Располагается севернее города Глазова (Удмуртская Республика), в 1 км к северо-востоку от деревни Дондыкар. Городище занимает мыс высотой около 10 м, укреплено небольшим валом.
Население городища было, судя по всему, пермским. Городище известно с XIX века, исследовалось в ходе раскопок 1926—1939 годы под руководством А. П. Смирнова. В слое мощность до 1,6 метра были вскрыты остатки 19 жилищ, мастерские, сараи, очаги, собран богатый вещевой материал, характерный для Чепецкой культуры.

## Легенда о возникновении
Местное население связывает городища с легендарными богатырями, по преданию когда-то жившими в них. Имена богатырей народная этимология образовывает от названий городищ (удм. кар). Городище Дондыкар, в частности, связывают с богатырём Донды, пришедшим сюда когда-то с Иднакара, после того, как выросли его сыновья. В реальности название Дондыкар образовано от названия соседней речки Дондышур. Основе Донды- ещё не найдено удовлетворительной научной этимологии.